# Liste des saints du XVIIe siècle

Cette liste de saints concerne les saints et les bienheureux, reconnus comme tels par l'Église catholique, ayant vécu au XVIIe siècle.

## Années 1600

### Année 1601
| No. | Image      | Nom                        | Dates     | Informations                                         |
| --- | ---------- | -------------------------- | --------- | ---------------------------------------------------- |
| 1.  | sans cadre | Sainte Anne Line           | 1543-1601 | Martyre anglaise                                     |
| 2.  | sans cadre | Sainte Germaine de Pibrac  | 1579-1601 | Jeune et pieuse française, maltraitée par sa famille |
| 3.  |            | Bienheureux John Pibush    |           | Martyr anglais                                       |
| 4.  |            | Bienheureux Mark Barkworth |           | Martyr anglais                                       |
| 5.  |            | Bienheureux Thurston Hunt  |           | Martyr anglais                                       |
| 6.  |            | Bienheureux Roger Filcock  |           | Martyr anglais                                       |

### Année 1602
| No. | Image      | Nom                         | Dates | Informations                             |
| --- | ---------- | --------------------------- | ----- | ---------------------------------------- |
| 1.  | sans cadre | Bienheureux André Hibernon  |       | Frère lai franciscain déchaussé espagnol |
| 2.  | sans cadre | Bienheureux Dominic Collins |       | Martyr anglais                           |
| 3.  |            | Bienheureux Francis Page    |       | Martyr anglais                           |
| 4.  |            | Bienheureux James Duckett   |       | Martyr anglais                           |

### Année 1603
| No. | Image | Nom                            | Dates     | Informations   |
| --- | ----- | ------------------------------ | --------- | -------------- |
| 1.  |       | Bienheureux William Richardson | 1572-1603 | Martyr anglais |

### Année 1604
| No. | Image      | Nom                             | Dates     | Informations                              |
| --- | ---------- | ------------------------------- | --------- | ----------------------------------------- |
| 1.  | sans cadre | Saint Séraphin de Montegranaro  | 1540-1604 | Religieux capucin italien                 |
| 2.  | sans cadre | Bienheureux Gaspard de Bono     | 1530-1604 | Religieux espagnol de l'ordre des Minimes |
| 3.  |            | Bienheureux Jean Juvénal Ancina | 1545-1604 | Évêque italien                            |

### Année 1605
| No. | Image | Nom                          | Dates | Informations   |
| --- | ----- | ---------------------------- | ----- | -------------- |
| 1.  |       | Bienheureux Thomas Welbourne |       | Martyr anglais |
| 2.  |       | Bienheureux William Brown    |       | Martyr anglais |

### Année 1606
| No. | Image      | Nom                                  | Dates     | Informations                                                    |
| --- | ---------- | ------------------------------------ | --------- | --------------------------------------------------------------- |
| 1.  | sans cadre | Saint Nicolas Owen                   | 1550-1606 | Martyr anglais                                                  |
| 2.  | sans cadre | Saint Toribio de Mogrovejo           | 1538-1606 | Archevêque espagnol de Lima au Pérou, défenseur des autochtones |
| 3.  | sans cadre | Bienheureux Edward Oldcorne (en)     | 1561-1606 | Martyr anglais                                                  |
| 4.  |            | Bienheureux Julien de Saint-Augustin |           | Religieux franciscain espagnol                                  |
| 5.  | sans cadre | Bienheureux Ralph Ashley             |           | Martyr anglais                                                  |

### Année 1607
| No. | Image      | Nom                             | Dates     | Informations                                                                   |
| --- | ---------- | ------------------------------- | --------- | ------------------------------------------------------------------------------ |
| 1.  | sans cadre | Sainte Marie-Madeleine de Pazzi | 1566-1607 | Religieuse carmélite et mystique italienne                                     |
| 2.  |            | Bienheureux Robert Drury        |           | Martyr anglais                                                                 |
| 3.  | sans cadre | Bienheureux César de Bus        | 1544-1607 | Prêtre français, fondateur de la société des Prêtres de la doctrine chrétienne |

### Année 1608
| No. | Image      | Nom                         | Dates     | Informations                                           |
| --- | ---------- | --------------------------- | --------- | ------------------------------------------------------ |
| 1.  | sans cadre | Saint André Avellin         | 1521-1608 | Prêtre théatin italien                                 |
| 2.  | sans cadre | Saint François Caracciolo   | 1563-1608 | Prêtre italien, fondateur des clercs réguliers mineurs |
| 3.  | sans cadre | Saint Thomas Garnet         | 1575-1608 | Martyr anglais                                         |
| 4.  |            | Bienheureux George Gervase  |           | Martyr anglais                                         |
| 5.  |            | Bienheureux Mathew Flathers |           | Martyr anglais                                         |

### Année 1609
| No. | Image      | Nom                 | Dates     | Informations                                                     |
| --- | ---------- | ------------------- | --------- | ---------------------------------------------------------------- |
| 1.  | sans cadre | Saint Jean Leonardi | 1541-1609 | Prêtre italien fondateur des clercs réguliers de la Mère de Dieu |

## Années 1610

### Année 1610
| No. | Image      | Nom                           | Dates     | Informations                                 |
| --- | ---------- | ----------------------------- | --------- | -------------------------------------------- |
| 1.  | sans cadre | Saint François Solano         | 1549-1610 | Religieux franciscain espagnol, missionnaire |
| 2.  |            | Bienheureux John Roberts      | 1577-1610 | Martyr anglais                               |
| 3.  |            | Bienheureux Roger Cadwallador | 1568-1610 | Martyr anglais                               |
| 4.  |            | Bienheureux Thomas Somers     |           | Martyr anglais                               |

### Année 1611
| No. | Image      | Nom                  | Dates     | Informations    |
| --- | ---------- | -------------------- | --------- | --------------- |
| 1.  | sans cadre | Saint Juan de Ribera | 1532-1611 | Prêtre espagnol |

### Année 1612
| No. | Image      | Nom                                   | Dates     | Informations                                                      |
| --- | ---------- | ------------------------------------- | --------- | ----------------------------------------------------------------- |
| 1.  |            | Saint John Almond                     | 1577-1612 | Martyr anglais                                                    |
| 2.  | sans cadre | Saint Joseph de Leonessa              | 1556-1612 | Religieux franciscain italien, missionnaire dans l'empire ottoman |
| 3.  |            | Bienheureux Concobhar Ó Duibheannaigh | 1532-1612 | Évêque irlandais, martyr                                          |
| 4.  |            | Bienheureux Patrick O'Loughran        |           | Prêtre irlandais, martyr                                          |
| 5.  |            | Bienheureux Richard Newport           |           | Martyr anglais                                                    |
| 6.  |            | Bienheureux William Scott             |           | Martyr anglais                                                    |

### Année 1613
| No. | Image      | Nom                                  | Dates     | Informations                                                 |
| --- | ---------- | ------------------------------------ | --------- | ------------------------------------------------------------ |
| 1.  | sans cadre | Saint Jean-Baptiste de la Conception | 1561-1613 | Religieux trinitaire espagnol                                |
| 2.  | sans cadre | Bienheureuse Régine Protmann         | 1552-1613 | Religieuse fondatrice de la congrégation de Sainte-Catherine |

### Année 1614
| No. | Image      | Nom                     | Dates     | Informations                                        |
| --- | ---------- | ----------------------- | --------- | --------------------------------------------------- |
| 1.  | sans cadre | Saint Camille de Lellis | 1550-1614 | Prêtre italien, fondateur de l'Ordre des Camilliens |

### Année 1615
| No. | Image      | Nom                | Dates     | Informations            |
| --- | ---------- | ------------------ | --------- | ----------------------- |
| 1.  | sans cadre | Saint John Ogilvie | 1579-1615 | Prêtre écossais, martyr |

### Année 1616
| No. | Image      | Nom                            | Dates     | Informations           |
| --- | ---------- | ------------------------------ | --------- | ---------------------- |
| 1.  | sans cadre | Saint Bernardin Realino        | 1530-1616 | Prêtre jésuite italien |
| 2.  |            | Bienheureux Sébastien Montiano |           |                        |
| 3.  |            | Bienheureux Thomas Atkinson    | 1546-1616 | Martyr anglais         |
| 4.  |            | Bienheureux Thomas Maxfield    |           | Martyr anglais         |
| 5.  |            | Bienheureux Thomas Tunstall    |           | Martyr anglais         |
| 6.  |            | Bienheureux John Thules        |           | Martyr anglais         |

### Année 1617
| No. | Image      | Nom                                           | Dates     | Informations                                                              |
| --- | ---------- | --------------------------------------------- | --------- | ------------------------------------------------------------------------- |
| 1.  | sans cadre | Saint Alphonse Rodríguez                      | 1531-1617 | Religieux jésuite espagnol                                                |
| 3.  | sans cadre | Sainte Rose de Lima                           | 1586-1617 | Tertiaire dominicaine péruvienne                                          |
| 3.  | sans cadre | Bienheureux Jean-Baptiste Machado de Távora   | 1581-1617 | Prêtre jésuite portugais, missionnaire martyr au Japon                    |
| 4.  | sans cadre | Bienheureuse Marie Victoire De Fornari Strata | 1562-1617 | Religieuse italienne fondatrice de l'ordre de la Très Sainte Annonciation |
| 5.  |            | Bienheureux Jean-Baptiste Machado             | 1580-1617 |                                                                           |
| 6.  |            | Bienheureux Alphonse Navarette                |           |                                                                           |
| 7.  |            | Bienheureux André Sushinda                    |           |                                                                           |
| 8.  |            | Bienheureux Caspar Hikojiro et André Yoshida  |           |                                                                           |
| 9.  |            | Bienheureux Ferdinand Ayala                   |           |                                                                           |
| 10. |            | Bienheureux Pierre de Cuerva                  |           |                                                                           |
| 11. |            | Bienheureux Léon Tanaka                       |           |                                                                           |

### Année 1618
| No. | Image | Nom                           | Dates     | Informations                              |
| --- | ----- | ----------------------------- | --------- | ----------------------------------------- |
| 1.  |       | Saint Jean de Sainte-Marthe   | 1578-1619 | franciscain espagnol mort martyr au Japon |
| 2.  |       | Bienheureux William Southerne | 1579-1619 | Martyr anglais                            |

### Année 1619
| No. | Image      | Nom                                          | Dates     | Informations                                   |
| --- | ---------- | -------------------------------------------- | --------- | ---------------------------------------------- |
| 1.  | sans cadre | Bienheureux Laurent de Brindes               | 1559-1619 | Religieux capucin italien, docteur de l'Église |
| 2.  |            | Bienheureux Alexis Nakamura                  |           |                                                |
| 3.  |            | Bienheureux André Tokuan                     |           |                                                |
| 4.  |            | Bienheureux Antoine Kimura                   |           |                                                |
| 5.  |            | Bienheureux Barthélémy Sheki                 |           |                                                |
| 6.  |            | Bienheureux Dominique Jories                 |           |                                                |
| 7.  | sans cadre | Saint Étienne Pongrácz                       | 1582-1619 | Jésuite hongrois mort martyr à Košice          |
| 8.  | sans cadre | Bienheureux Hippolyte Galantini              | 1565-1619 | Catéchiste italien                             |
| 9.  |            | Bienheureux Jean Ivanango et Jean Montajana  |           |                                                |
| 10. |            | Bienheureux Jean Shoun                       |           |                                                |
| 11. |            | Bienheureux Léon Nakanishi                   |           |                                                |
| 12. |            | Bienheureux Léonard Kimura                   | 1575-1619 |                                                |
| 13. | sans cadre | Saint Marc Krizin                            | 1589-1619 | Prêtre croate mort martyr à Košice             |
| 14. |            | Bienheureux Mathieu Kosaka et Mathieu Nakano |           |                                                |
| 15. | sans cadre | Saint Melchior Grodziecki                    | 1584-1619 | Jésuite hongrois mort martyr à Košice          |
| 16. |            | Bienheureux Michel Takeshita                 | 1594-1619 |                                                |
| 17. |            | Bienheureux Michel Takexitasa Canghai        |           |                                                |
| 18. |            | Bienheureux Romanus                          |           |                                                |
| 19. |            | Bienheureux Thomas Kotenda                   |           |                                                |
| 20. |            | Bienheureuses Marie Tokuan et Marie Choun    |           |                                                |

## Années 1620

### Année 1620
| No. | Image      | Nom                                | Dates     | Informations            |
| --- | ---------- | ---------------------------------- | --------- | ----------------------- |
| 1.  | sans cadre | Saint Jean Sarkander               | 1576-1620 | Prêtre polonais, martyr |
| 2.  |            | Bienheureux Ambroise Fernandez     |           |                         |
| 3.  |            | Bienheureux Jacques Guengoro       |           |                         |
| 4.  |            | Bienheureuse Marie Guengoro        |           |                         |
| 5.  |            | Bienheureux Thomas Guengoro        |           |                         |
| 6.  |            | Bienheureuse Marie Madeleine Kiota |           |                         |
| 7.  |            | Bienheureux Mathieu d'Arima        | 1571-1620 |                         |
| 8.  |            | Bienheureux Simon Kiyota Bokusai   |           |                         |

### Année 1621
| No. | Image      | Nom                        | Dates     | Informations                                                 |
| --- | ---------- | -------------------------- | --------- | ------------------------------------------------------------ |
| 1.  | sans cadre | Saint Jean Berchmans       | 1599-1621 | Jeune jésuite belge                                          |
| 2.  | sans cadre | Saint Robert Bellarmin     | 1542-1621 | Cardinal jésuite italien, théologien, écrivain et apologiste |
| 3.  |            | Bienheureux Francis Taylor | 1550-1621 | Martyr irlandais                                             |

### Année 1623
| No. | Image      | Nom                                | Dates     | Informations                                 |
| --- | ---------- | ---------------------------------- | --------- | -------------------------------------------- |
| 1.  | sans cadre | Saint Josaphat Kountsevitch        | 1584-1623 | Évêque ruthénien, martyr                     |
| 2.  | sans cadre | Bienheureux Jérôme de Angelis      | 1565-1623 | Missionnaire jésuite italien martyr au Japon |
| 3.  |            | Bienheureux François Gálvez Iranzo | 1576-1623 | Martyr au Japon                              |
| 4.  |            | Bienheureux Simon Yempo            | 1580-1623 |                                              |

### Année 1624
| No. | Image      | Nom                            | Dates     | Informations                                  |
| --- | ---------- | ------------------------------ | --------- | --------------------------------------------- |
| 1.  | sans cadre | Saint Simon de Rojas           | 1552-1624 | Religieux espagnol de l'ordre des Trinitaires |
| 2.  |            | Bienheureux Caïus de Corée     | 1571-1624 | Martyr au Japon                               |
| 3.  |            | Bienheureux Didacus Carvalho   |           |                                               |
| 4.  |            | Bienheureux Louis Baba         |           |                                               |
| 5.  |            | Bienheureux Louis Sasanda      |           |                                               |
| 6.  |            | Bienheureux Louis Sotelo       |           |                                               |
| 7.  | sans cadre | Bienheureux Miguel de Carvalho | 1579-1624 | Missionnaire portugais martyr au Japon        |
| 8.  |            | Bienheureux Pierre Vasquez     |           |                                               |

### Année 1625
| No. | Image      | Nom                             | Dates     | Informations                  |
| --- | ---------- | ------------------------------- | --------- | ----------------------------- |
| 1.  | sans cadre | Saint Michel des Saints         | 1591-1625 | Religieux espagnol trinitaire |
| 2.  |            | Bienheureux Benoît d'Urbino     |           |                               |
| 3.  |            | Bienheureux Jérémie de Valachie |           |                               |

### Année 1629
| No. | Image | Nom                                          | Dates | Informations    |
| --- | ----- | -------------------------------------------- | ----- | --------------- |
| 1.  |       | Bienheureux Pierre de la Sainte Mère de Dieu |       | Martyr japonais |

## Années 1630

### Année 1630
| No. | Image | Nom                              | Dates | Informations |
| --- | ----- | -------------------------------- | ----- | ------------ |
| 1.  |       | Bienheureux Jean Kokumbuko       |       |              |
| 2.  |       | Bienheureux Laurent Shizu        |       |              |
| 3.  |       | Bienheureux Mancius Shisisoiemon |       |              |
| 4.  |       | Bienheureux Michel Kinoshi       |       |              |
| 5.  |       | Bienheureux Pierre Kufioji       |       |              |
| 6.  |       | Bienheureux Thomas Kufioji       |       |              |

### Année 1631
| No. | Image      | Nom                       | Dates     | Informations           |
| --- | ---------- | ------------------------- | --------- | ---------------------- |
| 1.  |            | Bienheureux Jean de Prado | 1563-1631 |                        |
| 2.  | sans cadre | Bienheureux Libère Wagner | 1593-1631 | Prêtre allemand martyr |

### Année 1632
| No. | Image | Nom                                     | Dates     | Informations |
| --- | ----- | --------------------------------------- | --------- | ------------ |
| 1.  |       | Saint Anthony Ishida                    | 1570-1632 |              |
| 2.  |       | Bienheureux Bartholomew Gutierrez       |           |              |
| 3.  |       | Bienheureux Gabriel de Sainte Madeleine |           |              |
| 4.  |       | Bienheureux Martin Lumbreras            |           |              |
| 5.  |       | Bienheureux Melchior Sanchez            |           |              |

### Année 1633
| No. | Image | Nom                                | Dates     | Informations |
| --- | ----- | ---------------------------------- | --------- | ------------ |
| 1.  |       | Saint Domingo Ibáñez de Erquicia   | 1589-1633 |              |
| 2.  |       | Bienheureux James Kyushei Tomonaga |           |              |
| 3.  |       | Bienheureux Lucas Alonso Gorda     |           |              |
| 4.  |       | Bienheureux Matthew Kohioye        |           |              |
| 5.  |       | Bienheureux Michael Kurobioye      |           |              |

### Année 1634
| No. | Image      | Nom                     | Dates     | Informations                            |
| --- | ---------- | ----------------------- | --------- | --------------------------------------- |
| 1.  | sans cadre | Sainte Agnès de Jésus   | 1602-1634 | Religieuse dominicaine française        |
| 2.  |            | Saint Giordano Ansaloni | 1598-1634 | Missionnaire dominicain martyr au Japon |

### Année 1636
| No. | Image | Nom                       | Dates | Informations |
| --- | ----- | ------------------------- | ----- | ------------ |
| 1.  |       | Bienheureux Jean de Prado |       |              |

### Année 1637
| No. | Image      | Nom                                          | Dates     | Informations                                                                       |
| --- | ---------- | -------------------------------------------- | --------- | ---------------------------------------------------------------------------------- |
| 1.  | sans cadre | Saint Humble de Bisignano                    | 1582-1637 | Religieux franciscain italien                                                      |
| 2.  | sans cadre | Saint Lorenzo Ruiz et ses compagnons martyrs | 1600-1637 | Philippin martyr au Japon avec d'autres martyrs de Nagasaki.                       |
| 3.  | sans cadre | Bienheureux Cassien de Nantes                |           | Religieux capucin d'origine portugaise, missionnaire en Égypte et Éthiopie, martyr |

### Année 1638
| No. | Image      | Nom                              | Dates     | Informations                                                           |
| --- | ---------- | -------------------------------- | --------- | ---------------------------------------------------------------------- |
| 1.  | sans cadre | Bienheureux Pierre Berthelot     |           | Marin et carmélite français, missionnaire martyr à Sumatra             |
| 2.  | sans cadre | Bienheureux Rédempt de la Croix  | 1598-1638 | Marin et carmélite portugais, missionnaire martyr à Sumatra            |
| 3.  |            | Bienheureux Agathange de Vendôme | 1598-1638 | Religieux capucin français, missionnaire en Égypte et Éthiopie, martyr |

### Année 1639
| No. | Image      | Nom                    | Dates     | Informations                  |
| --- | ---------- | ---------------------- | --------- | ----------------------------- |
| 1.  | sans cadre | Saint Martin de Porrès | 1579-1639 | Religieux dominicain péruvien |

## Années 1640

### Année 1640
| No. | Image      | Nom                                        | Dates     | Informations                                          |
| --- | ---------- | ------------------------------------------ | --------- | ----------------------------------------------------- |
| 1.  | sans cadre | Saint Pierre Fourier                       | 1565-1640 | Prêtre français                                       |
| 2.  | sans cadre | Sainte Jacinthe Mariscotti                 | 1585-1640 | Religieuse italienne, fondatrice d'œuvres caritatives |
| 3.  | sans cadre | Saint Jean-François Régis                  | 1597-1640 | Prêtre jésuite français                               |
| 4.  | sans cadre | Bienheureuse Marie de Jésus Lopez de Rivas | 1560-1640 | Religieuse carmélite espagnole                        |

### Année 1641
| No. | Image      | Nom                      | Dates     | Informations                           |
| --- | ---------- | ------------------------ | --------- | -------------------------------------- |
| 1.  | sans cadre | Saint Ambroise Barlow    | 1585-1641 | Martyr anglais                         |
| 2.  | sans cadre | Sainte Jeanne de Chantal | 1572-1641 | Fondatrice de l'ordre de la Visitation |
| 3.  |            | Bienheureux William Ward | 1568-1641 | Martyr anglais                         |

### Année 1642
| No. | Image      | Nom                          | Dates     | Informations                           |
| --- | ---------- | ---------------------------- | --------- | -------------------------------------- |
| 1.  | sans cadre | Saint René Goupil            | 1608-1642 | Missionnaire français martyr au Canada |
| 2.  | sans cadre | Saint Alban-Barthélémy Roe   | 1583-1642 | Martyr anglais                         |
| 3.  | sans cadre | Bienheureux Thomas Bullaker  | 1603-1642 | Martyr anglais                         |
| 4.  |            | Bienheureux Hugh Green       | 1584-1642 | Martyr anglais                         |
| 5.  |            | Bienheureux Edmund Catherick |           | Martyr anglais                         |
| 6.  |            | Bienheureux John Lockwood    | 1555-1642 | Martyr anglais                         |
| 7.  |            | Bienheureux Peter Higgins    | 1601-1642 | Martyr anglais                         |
| 8.  |            | Bienheureux Thomas Holland   | 1600-1642 | Martyr anglais                         |
| 9.  |            | Bienheureux Thomas Reynolds  |           | Martyr anglais                         |

### Année 1643
| No. | Image      | Nom                     | Dates     | Informations   |
| --- | ---------- | ----------------------- | --------- | -------------- |
| 1.  | sans cadre | Saint Arthur Bell       | 1590-1643 | Martyr anglais |
| 2.  |            | Bienheureux Henry Heath | 1599-1643 | Martyr anglais |

### Année 1644
| No. | Image      | Nom                          | Dates     | Informations      |
| --- | ---------- | ---------------------------- | --------- | ----------------- |
| 1.  | sans cadre | Bienheureux André de Phú Yên | 1624-1644 | Martyr vietnamien |
| 2.  | sans cadre | Bienheureux John Duckett     | 1603-1644 | Martyr anglais    |
| 3.  | sans cadre | Bienheureux Ralph Corbie     | 1598-1644 | Martyr irlandais  |

### Année 1645
| No. | Image      | Nom                                               | Dates     | Informations                                           |
| --- | ---------- | ------------------------------------------------- | --------- | ------------------------------------------------------ |
| 1.  | sans cadre | Saint Jean Macias                                 | 1585-1645 | Moine dominicain espagnol au Pérou                     |
| 2.  | sans cadre | Sainte Maríana de Paredes y Flores                | 1618-1645 | Pieuse ermite équatorienne                             |
| 3.  | sans cadre | Saints Ambrosio Francesco Ferro et ses compagnons | ✝ 1645    | Martyrs brésiliens                                     |
| 4.  | sans cadre | Saint Henry Morse                                 | 1595-1645 | Martyr anglais                                         |
| 5.  | sans cadre | Saint André de Soveral                            | 1572-1645 | Prêtre brésilien, martyr                               |
| 6.  |            | Bienheureux Alexandre de Lugo                     | ✝ 1645    | Dominicain espagnol, missionnaire et martyr en Turquie |

### Année 1646
| No. | Image      | Nom                       | Dates     | Informations                                                      |
| --- | ---------- | ------------------------- | --------- | ----------------------------------------------------------------- |
| 1.  | sans cadre | Saint Jean de La Lande    | 1619-1646 | Donné (jésuite) missionnaire français, martyr en Amérique du Nord |
| 2.  |            | Bienheureux Isaac Jogues  | 1607-1646 | Missionnaire jésuite français, martyr en Amérique du Nord         |
| 3.  | sans cadre | Bienheureux Philip Powell | 1594-1646 | Martyr anglais                                                    |
| 3.  |            | Bienheureux Edward Bamber |           | Martyr anglais                                                    |

### Année 1647
| No. | Image | Nom                       | Dates     | Informations            |
| --- | ----- | ------------------------- | --------- | ----------------------- |
| 1.  |       | Bienheureux Pierre Casani | 1572-1647 | Prêtre piariste italien |

### Année 1648
| No. | Image      | Nom                                  | Dates     | Informations                                           |
| --- | ---------- | ------------------------------------ | --------- | ------------------------------------------------------ |
| 1.  | sans cadre | Saint Antoine Daniel                 | 1601-1648 | Prêtre jésuite français, missionnaire martyr au Canada |
| 2.  | sans cadre | Saint Joseph Calasanz                | 1557-1648 | Prêtre catalan, fondateur des piaristes                |
| 3.  |            | Saint François Ferdinand de Capillas | 1607-1648 | Missionnaire dominicain martyr en Chine                |

### Année 1649
| No. | Image      | Nom                          | Dates     | Informations                                   |
| --- | ---------- | ---------------------------- | --------- | ---------------------------------------------- |
| 1.  | sans cadre | Saint Jean de Brébeuf        | 1593-1649 | Missionnaire jésuite français martyr au Canada |
| 2.  | sans cadre | Saint Charles Garnier        | 1606-1649 | Missionnaire jésuite français martyr au Canada |
| 3.  | sans cadre | Bienheureux Gabriel Lalemant | 1613-1649 | Missionnaire jésuite français martyr au Canada |

## Années 1650

### Année 1651
| No. | Image      | Nom                                 | Dates     | Informations |
| --- | ---------- | ----------------------------------- | --------- | --- |
| 1.  | sans cadre | Sainte Virginie Centurione Bracelli | 1587-1651 | Laïque Italienne fondatrice des sœurs de Notre Dame du refuge du Mont Calvaire et des Filles de Notre-Dame du Mont Calvaire |
| 2.  |            | Saint Peter Wright                  | 1603-1651 | Martyr anglais |
| 3.  |            | Bienheureux Térence-Albert O’Brien  | 1600-1651 | Évêque et martyr irlandais.                                                                                                 |

### Année 1653
| No. | Image | Nom                      | Dates     | Informations   |
| --- | ----- | ------------------------ | --------- | -------------- |
| 1.  |       | Bienheureux John Kearney | 1619-1653 | Martyr anglais |

### Année 1654
| No. | Image      | Nom                       | Dates     | Informations                                                                                            |
| --- | ---------- | ------------------------- | --------- | --- |
| 1.  | sans cadre | Saint John Southworth     | 1592-1654 | Martyr anglais                                                                                          |
| 2.  | sans cadre | Saint Pierre Claver       | 1581-1654 | Prêtre jésuite catalan, missionnaire en Amérique du Sud, particulièrement auprès des esclaves africains |
| 3.  |            | Bienheureux William Tirry | 1609-1654 | Martyr irlandais                                                                                        |

### Année 1657
| No. | Image      | Nom                | Dates     | Informations                    |
| --- | ---------- | ------------------ | --------- | ------------------------------- |
| 1.  | sans cadre | Saint André Bobola | 1591-1657 | Prêtre jésuite polonais, martyr |

### Année 1659
| No. | Image      | Nom                             | Dates     | Informations    |
| --- | ---------- | ------------------------------- | --------- | --------------- |
| 1.  | sans cadre | Bienheureux Alain de Solminihac | 1593-1659 | Évêque français |

## Années 1660

### Année 1660
| No. | Image      | Nom                       | Dates     | Informations |
| --- | ---------- | ------------------------- | --------- | --- |
| 1.  | sans cadre | Saint Vincent de Paul     | 1581-1660 | Prêtre français, fondateur de la Congrégation de la Mission et des Filles de la charité de Saint-Vincent-de-Paul |
| 2.  | sans cadre | Sainte Louise de Marillac | 1591-1660 | Aristocrate française, fondatrice avec saint Vincent de Paul des Filles de la charité                            |

### Année 1663
| No. | Image      | Nom                       | Dates     | Informations                                     |
| --- | ---------- | ------------------------- | --------- | ------------------------------------------------ |
| 1.  | sans cadre | Saint Joseph de Cupertino | 1603-1663 | Moine franciscain italien réputé pouvoir léviter |

### Année 1665
| No. | Image      | Nom                               | Dates     | Informations                                      |
| --- | ---------- | --------------------------------- | --------- | ------------------------------------------------- |
| 1.  | sans cadre | Bienheureuse Marie Angèle Astorch | 1592-1665 | Religieuse espagnole, clarisse capucine, mystique |

### Année 1667
| No. | Image      | Nom                             | Dates     | Informations                                                   |
| --- | ---------- | ------------------------------- | --------- | -------------------------------------------------------------- |
| 1.  | sans cadre | Saint Pierre de Betancur        | 1626-1667 | Religieux espagnol fondateur de l'ordre des frères de Bethléem |
| 2.  | sans cadre | Bienheureux Bernard de Corleone | 1605-1667 | Frère lai franciscain sicilien                                 |

### Année 1668
| No. | Image      | Nom                                            | Dates     | Informations                   |
| --- | ---------- | ---------------------------------------------- | --------- | ------------------------------ |
| 1.  | sans cadre | Bienheureuse Marie-Catherine de Saint-Augustin | 1632-1668 | Religieuse française au Québec |

## Années 1670

### Année 1670
| No. | Image      | Nom                    | Dates     | Informations                              |
| --- | ---------- | ---------------------- | --------- | ----------------------------------------- |
| 1.  | sans cadre | Saint Charles de Sezze | 1613-1670 | Frère lai franciscain italien, stigmatisé |

### Année 1671
| No. | Image      | Nom                        | Dates     | Informations                |
| --- | ---------- | -------------------------- | --------- | --------------------------- |
| 1.  | sans cadre | Bienheureux Antoine Grassi | 1592-1671 | Religieux oratorien italien |

### Année 1672
| No. | Image      | Nom                                   | Dates     | Informations                                                             |
| --- | ---------- | ------------------------------------- | --------- | ------------------------------------------------------------------------ |
| 1.  |            | Saint Pierre Calungsod                | 1654-1672 | Jeune catéchiste philippin, missionnaire dans les îles Mariannes, martyr |
| 2.  | sans cadre | Bienheureux Diego Luis de San Vitores | 1627-1672 | Prêtre jésuite espagnol                                                  |

### Année 1678
| No. | Image      | Nom                         | Dates     | Informations                                                  |
| --- | ---------- | --------------------------- | --------- | ------------------------------------------------------------- |
| 1.  | sans cadre | Bienheureux Nicolas Roland  | 1642-1678 | Religieux français, fondateur des sœurs du Saint Enfant Jésus |
| 2.  | sans cadre | Bienheureux Édouard Coleman | 1636-1678 | Martyr anglais                                                |

### Année 1679
| No. | Image      | Nom                           | Dates     | Informations                                                     |
| --- | ---------- | ----------------------------- | --------- | ---------------------------------------------------------------- |
| 1.  | sans cadre | Saint David Lewis             | 1616-1679 | Prêtre jésuite gallois, martyr                                   |
| 2.  |            | Saint John Wall               | 1620-1679 | Martyr anglais                                                   |
| 3.  | sans cadre | Saint Jean Plessington        | 1637-1679 | Martyr anglais                                                   |
| 4.  |            | Saint John Kemble             | 1599-1679 | Martyr anglais                                                   |
| 5.  | sans cadre | Bienheureux John Fenwick      | 1628-1679 | Martyr anglais                                                   |
| 6.  | sans cadre | Bienheureux Thomas Pickering  | 1621-1679 | Martyr anglais                                                   |
| 7.  |            | Bienheureuse Brigitte Morello | 1610-1679 | Religieuse italienne fondatrice des ursulines de Marie Immaculée |
| 8.  |            | Bienheureux Nicholas Postgate | 1596-1679 | Martyr anglais                                                   |
| 9.  |            | Bienheureux Richard Langhorne | 1624-1679 | Martyr anglais                                                   |
| 10. |            | Bienheureux John Gavan        | 1640-1679 | Martyr anglais                                                   |
| 11. |            | Bienheureux Thomas Whitbread  | 1609-1679 | Martyr anglais                                                   |
| 12. |            | Bienheureux William Barrow    | 1618-1679 | Martyr anglais                                                   |
| 13. |            | Bienheureux William Ireland   | 1636-1679 | Martyr anglais                                                   |
| 14. |            | Bienheureux Anthony Turner    | 1679      | Martyr anglais                                                   |
| 15. |            | Bienheureux John Grove        | 1679      | Martyr anglais                                                   |

## Années 1680

### Année 1680
| No. | Image      | Nom                        | Dates     | Informations                         |
| --- | ---------- | -------------------------- | --------- | ------------------------------------ |
| 1.  | sans cadre | Saint Jean Eudes           |           | Prêtre oratorien français, fondateur |
| 2.  | sans cadre | Sainte Kateri Tekakwitha   | 1656-1680 | Pieuse convertie amérindienne        |
| 3.  | sans cadre | Bienheureux William Howard | 1614-1680 | Martyr anglais                       |
| 4.  |            | Bienheureux Thomas Thwing  | 1635-1680 | Martyr anglais                       |

### Année 1681
| No. | Image      | Nom                   | Dates     | Informations                 |
| --- | ---------- | --------------------- | --------- | ---------------------------- |
| 1.  | sans cadre | Saint Olivier Plunket | 1629-1681 | Archevêque et martyr anglais |

### Année 1682
| No. | Image      | Nom                        | Dates     | Informations            |
| --- | ---------- | -------------------------- | --------- | ----------------------- |
| 1.  | sans cadre | Saint Claude La Colombière | 1641-1682 | Prêtre jésuite français |

### Année 1683
| No. | Image      | Nom                        | Dates     | Informations            |
| --- | ---------- | -------------------------- | --------- | ----------------------- |
| 1.  | sans cadre | Bienheureux Julien Maunoir | 1606-1683 | Prêtre jésuite français |

### Année 1684
| No. | Image      | Nom                                  | Dates     | Informations                   |
| --- | ---------- | ------------------------------------ | --------- | ------------------------------ |
| 1.  | sans cadre | Bienheureux Bonaventure de Barcelone | 1620-1684 | Religieux franciscain espagnol |

### Année 1686
| No. | Image      | Nom                                    | Dates     | Informations                          |
| --- | ---------- | -------------------------------------- | --------- | ------------------------------------- |
| 1.  | sans cadre | Bienheureuse Anne des Anges Monteagudo | 1602-1686 | Religieuse dominicaine péruvienne     |
| 2.  | sans cadre | Bienheureux Nicolas Sténon             | 1638-1686 | Évêque, anatomiste et géologue danois |

### Année 1689
| No. | Image      | Nom                  | Dates     | Informations |
| --- | ---------- | -------------------- | --------- | ------------ |
| 1.  | sans cadre | Bienheureux Innocent | 1611-1689 | Pape         |

## Années 1690

### Année 1690
| No. | Image      | Nom                              | Dates     | Informations                                                                    |
| --- | ---------- | -------------------------------- | --------- | ------------------------------------------------------------------------------- |
| 1.  | sans cadre | Sainte Marguerite-Marie Alacoque | 1647-1690 | Religieuse visitandine française, mystique inspiratrice du culte du Sacré-Cœur. |

### Année 1693
| No. | Image      | Nom                  | Dates     | Informations                                          |
| --- | ---------- | -------------------- | --------- | ----------------------------------------------------- |
| 1.  | sans cadre | Saint Jean de Britto | 1647-1693 | Prêtre jésuite portugais, missionnaire martyr en Inde |

### Année 1694
| No. | Image      | Nom                          | Dates     | Informations              |
| --- | ---------- | ---------------------------- | --------- | ------------------------- |
| 1.  | sans cadre | Bienheureux Bernard d'Offida | 1604-1694 | Frère lai capucin italien |

### Année 1697
| No. | Image      | Nom                      | Dates     | Informations                             |
| --- | ---------- | ------------------------ | --------- | ---------------------------------------- |
| 1.  | sans cadre | Saint Grégoire Barbarigo | 1625-1697 | Cardinal, fondateur et diplomate italien |